# Archivo Municipal de Granollers
El Archivo Municipal de Granollers (AMGr) es la institución responsable de recoger, organizar, conservar y difundir la documentación que genera el ayuntamiento de Granollers, sus patronatos y las empresas municipales, así como la documentación donada por entidades, empresas o particulares. Este equipamiento gestiona, conserva y hace accesible la documentación histórica de la capital del Vallès Oriental, que ocupa más de 3.000 metros lineales, con documentos que datan del siglo XII  hasta la actualidad en varios soportes y formatos: pergaminos, papel, libros, fotografías, diapositivas y CD, además de fuentes orales y audiovisuales de interés histórico.

## Historia
Durante la Guerra Civil Granollers perdió tres archivos,: El Parroquial, el Notarial, y el Registro de la Propiedad, salvándose solamente el Registro Civil y el Archivo del Ayuntamiento aunque habían quedado también muy malogrados con el ataque carlista a la ciudad el 1875 y su posterior conservación en el antiguo Hospital de Santo Domingo antes de que Jaume Maspons rescatara la documentación y la devolviera al ayuntamiento.
Años más tarde, ya en la década de 1960, se aprovechó la donación de una gran colección de publicaciones periódicas por parte de los descendientes de Josep Mora para iniciar la creación de un archivo histórico municipal, recogiendo también documentación de otras poblaciones de la comarca. Esa documentación se conservó durante años en cuatro depósitos distribuidos en varias dependencias municipales sin adaptarse a ningún criterio normativo. Además, una gran parte de la documentación se guardaba en espacios que presentaban graves deficiencias a nivel de conservación.
A partir del año 2002 se empieza a trabajar para adecuar el funcionamiento del archivo a la legislación vigente, trasladando la documentación a un depósito que tenga las condiciones adecuadas de conservación para garantizar un cómodo acceso a los usuarios en la sede de la calle Sant Josep. A la vez, una parte de los fondos se trasladan, a partir de 2005 a las instalaciones del Archivo Comarcal del Vallès Oriental.

## Contenido y organización
El Archivo Municipal de Granollers está formado por un conjunto de colecciones y de fondos documentales públicos y privados. Hay fondos de la administración local, fondos de la administración real y señorial, fondos judiciales, fondos profesionales, comerciales y de empresas, fondos patrimoniales, fondos de asociaciones y entidades, fondos eclesiásticos, fondos personales, fondos audiovisuales y de imágenes, y colecciones. En cuanto a los soportes documentales, se  pueden encontrar documentos textuales, ya sean manuscritos o mecanografiados, documentos cartográficos, icónicos, audiovisuales, sonoros y electrónicos. La clasificación y la descripción de los documentos de archivo son claves para la investigación y el acceso a los documentos. El archivo trabaja en dos grandes ámbitos: la documentación histórica y la administrativa.

### Fondos y colecciones destacadas
- Fondo del Ayuntamiento de Palou. Reúne unos 5,8 metros lineales de documentos, del año 1724 al 1930. Contiene la documentación producida y recibida por el Ayuntamiento de Palou en el ejercicio de sus funciones, competencias y servicios sobre el territorio y los habitantes de Palou a lo largo de su historia.[6]
- Fondo Roca Umbert. Documentación producida y recibida por Roca Umbert, S.A., empresa del sector textil que inició Josep Umbert Ventura en 1880, cuando instaló la fábrica en Granollers. Este fondo contiene documentación de la gestión y de la administración de la empresa, que se convirtió en una de las fábricas textiles más importantes de Granollers, en activo hasta 1991.[7]
- Fondo de la empresa Viuda Sauquet. Documentación producida y recibida por Viuda Sauquet, SA, empresa fundada en 1919 y que estuvo activa hasta el 2013. El fondo contiene documentación desde 1925 hasta el cierre de la empresa.[8]
- Fondo Sociedad Coral Amics de la Unió. Documentación generada por la entidad cultural muy influyente en la ciudad, desde su creación en 1877 hasta principios del siglo XXI.[9]
- Fondo Salvador Llobet y Reverter. Documentación producida y recopilada por el geógrafo granollerenseSalvador Llobet y Reverter (1908-1991). Este fondo personal está constituido por documentos, fotografías y planos que Llobet reunió y produjo como profesor de geografía en la Universidad de Barcelona o fruto de sus estudios geográficos en toda Cataluña.[10]
- Fondo Tomàs Torrabadella. Las fotografías de este fondo son retratos excepcionales de la ciudad, sus costumbres y su gente; hay imágenes del mercado, de las plazas, de bailes en la calle, de procesiones, de trabajos agrícolas... Tomàs Torrabadella se preocupó de inmortalizar la ciudad de Granollers en las postrimerías del siglo XIX y principios del XX. Este fondo cuenta con las fotografías más antiguas conservadas en el archivo.
- Fondo de la familia Rubí y Iglesias. Recoge la documentación derivada de la actividad personal y profesional de los miembros del linaje y las escrituras relativas a la constitución y la administración de su patrimonio familiar que reúne 3 metros lineales de documentación en papel y 8 pergaminos. El marco cronológico está delimitado por los años 1332 y 1929.[11]
- Colección de pergaminos. Conjunto de la documentación más antigua que se conserva al Archivo Municipal de Granollers, pergaminos de los siglos XII a XVIII, procedentes de la actividad del municipio, en las épocas medieval y moderna, y, de los archivos patrimoniales de varias masías de la comarca.
- Fondo La Unión Liberal. La documentación del fondo permite seguir la actividad de La Unión Liberal a través de los libros de actas, desde su fundación en 1887 hasta 1935, con un vacío entre enero de 1894 y enero de 1906. También  destacan varias versiones de los estatutos de la entidad que se revisaron en diferentes momentos.
- Fondo Montserrat Ponsa: documentación donada por la activista social, periodista y escritora.

También destaca una extensa hemeroteca que recoge publicaciones de prensa locales desde 1882 hasta la actualidad.